# Epaminondas Quintana
José B. Epaminondas Quintana Rodas (n. Sololá, Guatemala; 15 de agosto de 1896 - m. Guatemala; 16 de marzo de 1995) fue un narrador, ensayista y médico guatemateco.
Estudió en el Instituto Nacional Central para Varones y luego medicina en la Escuela Facultativa de Medicina de la Universidad Nacional.

## Biografía
Fue miembro de la generación de 1920 que reinició la tradición universitaria de la Huelga de Dolores luego del derrocamiento del licenciado Manuel Estrada Cabrera en 1920. Desde finales de 1919, ya había participado en las actividades que el Partido Unionista estaba desarrollando para terminar con el largo gobierno de Estrada Cabrera.  Fue también miembro fundador de la Asociación de Estudiantes Universitarios (AEU), la cual se fundó el 22 de mayo de 1920, en la Escuela Manuel Cabral la cual había sido donada a los estudiantes por el gobierno del presidente Carlos Herrera y Luna por su valiosa colaboración en el derrocamiento del gobierno cabreristas.
Ocupó diversos cargos públicos en varios gobiernos de Guatemala.

## Obras
Publicó más de 4,000 artículos periodísticos. Gran parte de su obra está orientada a la ciencia médica. Entre sus libros se encuentran:
- Cantos a la Patria (1972)
- Carlos Fletes Sáenz en la poesía contemporánea (1951)
- Chipiacul (1975)
- El agro ubérrimo, pasional y trágico (1965)
- El icosaedro de la galería (1966)
- Historia de la generación de 1920 (1971)
- Sinceridades, textos inéditos de Miguel Ángel Asturias (1980)
- Sololá de mis recuerdos 1905 - 1930 (1981)

## En la Literatura
Es el personaje Pumusfundas o Pumún que es mencionado numerosas veces como parte del Honorable Comité de Huelga de Dolores en la novela Viernes de Dolores de Miguel Ángel Asturias.